# Zurich (Friesland)
Zurich (westfriesisch Surch) ist ein Ortsteil der Gemeinde Súdwest-Fryslân in der niederländischen Provinz Friesland. Der Ort zählte 2024 190 Einwohner.

## Ort
Zurich war bis Ende 2010 ein Ortsteil der Gemeinde Wonseradeel, die in der neu gebildeten Gemeinde Súdwest Fryslân aufging. Der kleine Ort liegt direkt am Deich, der das Dorf vor den Fluten des südlichen Wattenmeers schützt. Auffallend sind die Kirche und das einzige Restaurant im Ort. Einige Besucher dieser Ortschaft sind Touristen aus der Schweiz, da der Ortsname Zurich an die Stadt Zürich erinnert.

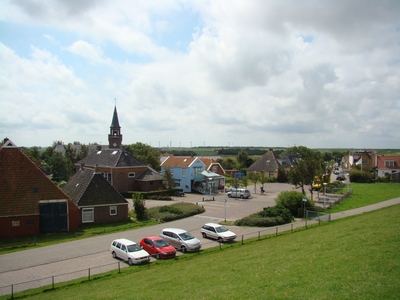
Zurich – im Vordergrund der Deich

## Bevölkerung

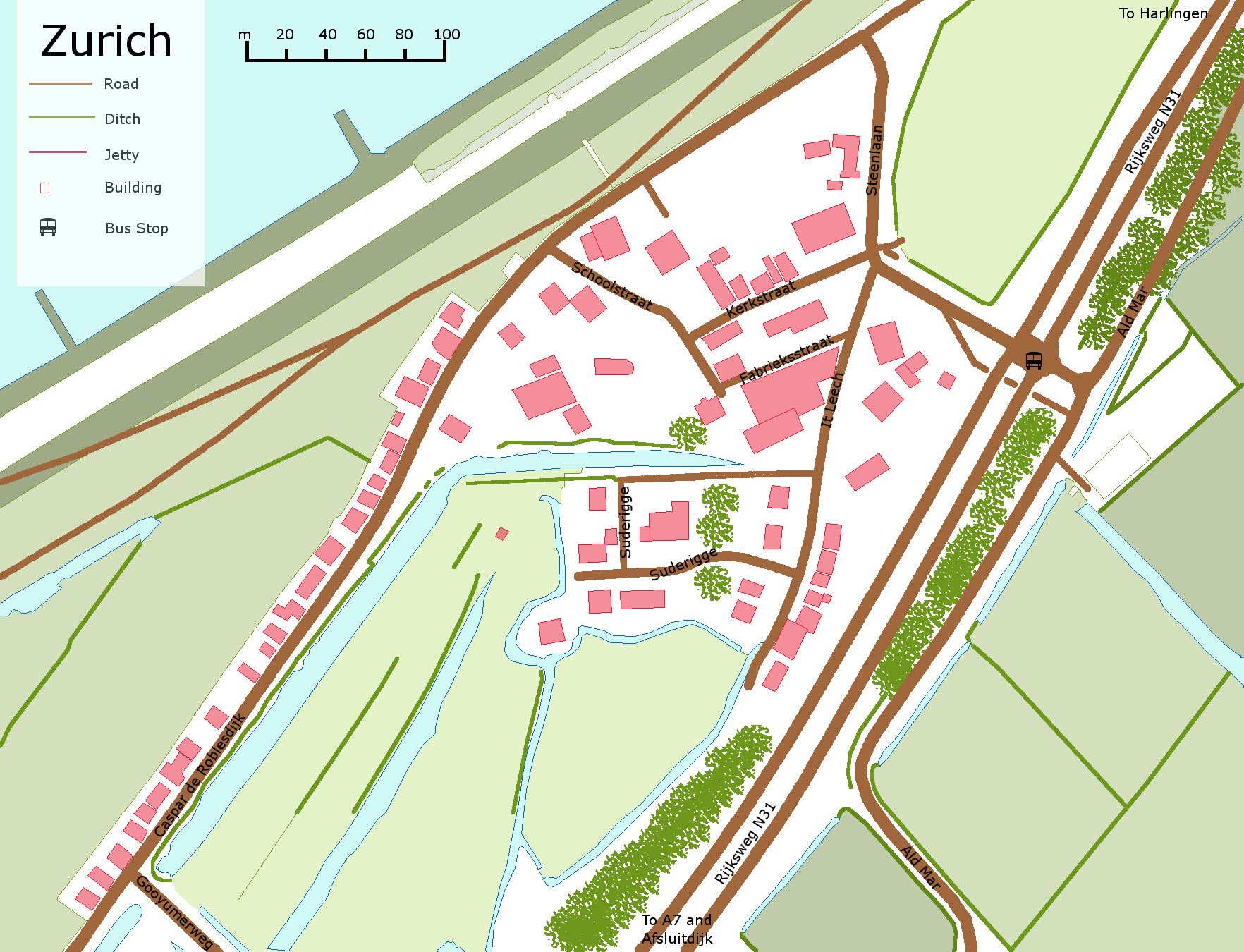
Ortsplan von Zurich

| Jahr | Einwohner |
| ---- | --------- |
| 1830 | 152       |
| 1958 | 340       |
| 2004 | 192       |
| 2009 | 179       |
| 2017 | 190       |

## Umgebung
Zurich liegt unweit der nordöstlichen Auffahrt zum sogenannten Abschlussdeich, der das IJsselmeer zur Nordsee hin abschottet und von Autos über eine Autobahn sowie von Fahrrädern befahren werden kann. Der bekannteste Ort in der Nähe ist Makkum, etwa 7 km südlich. Ebenfalls nicht weit entfernt liegt im Norden von Zurich die Hafenstadt Harlingen mit dem Fährhafen zu den Nordseeinseln Vlieland und Terschelling.